# 今出川季孝
今出川 季孝（いまでがわ すえたか）は、室町時代の公卿、官位は正二位・権大納言。今出川家10代

## 経歴
延徳元年（1489年）叙爵して以降累進し、侍従・左近衛少将・左近衛中将を経て、文亀2年（1502年）従三位となり、公卿に列する。その後権中納言を経て、永正11年（1514年）権大納言就任。永正16年（1519年）に薨去。享年41。

## 系譜
- 父：今出川公興
- 母：勧修寺教秀の娘
- 妻：不詳
  - 男子：今出川公彦（1506-1578）
  - 女子：庭田重親室